# Carolina Dementiev
Carolina Dementiev Justavino (sinh ngày 1 tháng 2 năm 1989) là một người mẫu, người dẫn chương trình truyền hình người Panama. Cô cũng là người chiến thắng cuộc thi sắc đẹp với danh hiệu Hoa hậu Panama. Cô đại diện cho Panama tham gia cuộc thi Hoa hậu Hoàn vũ 2008 - là lần thứ 57 của cuộc thi này, được tổ chức tại Diamond Bay Resort ở Nha Trang, Việt Nam.

## Mô hình sự nghiệp
Sự khởi đầu của cô trong thế giới người mẫu đã diễn ra khi cô tham gia cuộc thi "Chica Modelo" (một cuộc tìm kiếm người mẫu) năm 2004, cuộc thi mà cô giành được chiến thắng. Nó cũng cho cô cơ hội làm việc cho Physical Modelos, cơ quan người mẫu chính thức của cô kể từ ngày đó. Với cương vị người mẫu, Carolina đã tham gia vào việc sắp xếp lịch trình, quảng cáo và tiếp viên trong các sự kiện khác nhau.
Cô là một người mẫu chuyên nghiệp, sinh viên luật, cũng như một người dẫn chương trình truyền hình và cũng là một vận động viên bơi lội đầy khát kháo, từng người chiến thắng một Huy chương Bạc trong một cuộc thi Bơi khu vực, cuộc thi cô đại diện cho Panama. Carolina cũng sở hữu một doanh nghiệp bất động sản, thứ mà cô hy vọng sẽ được mở rộng. Cô từng nói về doanh nghiệp này:"Tôi sở hữu một doanh nghiệp bất động sản nhỏ mà tôi rất muốn nhìn thấy nó phát triển, trong khi thúc đẩy vị trí địa lý tuyệt vời của Panama."

## Realmente Bella Señorita Panamá 2008
Năm 2008, cô tham gia cuộc thi Realmente Bella Señorita Panamá và giành danh hiệu Hoa hậu Hoàn vũ Panama. Chiến thắng nay đã cho cô cơ hội thi đấu trong cuộc thi Hoa hậu Hoàn vũ 2008.